# عائشة الزعابي (مخرجة إماراتية)
عائشة الزعابي- مخرجة إماراتية ، حاصلة على جائزة أفضل فيلم قصير في مسابقة المهرمن مهرجان دبي السينمائي الدولي عام 2015، عن
فيلمها القصير "البعد الآخر.

## حياتها
الزعابي درست في قسم الانتاج في "كلية التقنيات العليا" في أبوظبي

## أعمالها الفنية[1][2]
عائشة الزعابي لها بعض التجارب الفنية، والتي تنوعت ما بين الإخراج والتأليف والإنتاج، والتي نذكر منها:
- فيلم "وصلنا ولا بعدنا" - 2018م، (تأليف وإخراج). والفيلم من بطولة مريم سلطان وريم حمدان. والفيلم أول عمل طويل للزعابي.
- فيلم "غافة"- 2017، (إخراج وانتاج)، والفيلم من تأليف إيمان اليوسف، وبطولة موزة المزروعي، والاء شاكر.
- الفيلم القصير "إلى بيتنا .. مع التحية"، 2015م (إخراج) ، والفيلم من تأليف أمل الدوبلة، وبطولة صالح الجسمي، ومريم محسن.
- الفيلم الروائي "ليلة في تاكسي" ، 2016م.
- الفيلم القصير" البعد الآخر"، 2014م، (إخراج)، والفيلم من تأليف هناء الزرعوني، وبطولة عبدالله الحميري

## الجوائز
حصلت المخرجة الإمارتية عائشة الزعابي علي بعض الجوائز في المجال الفني، ونذكر من بينها:
- جائزة أفضل فيلم إماراتي قصير، في مهرجان دبي السينمائي 2015م، وذلك عن فيلمها القصير "البعد الآخر".
- جائزة أفضل فيلم في مهرجان الشارقة السينمائي الدولي للأطفال2016م، وذلك عن فيلمها القصير "إلى بيتنا مع التحية".
- المركز الثالث في مهرجان أنقرة السينمائي 2016م.

وقد عرضت أفلامها في مهرجانات عالمية عدة، منها ركن الأفلام القصيرة في مهرجان كان السينمائي.